# Kemben

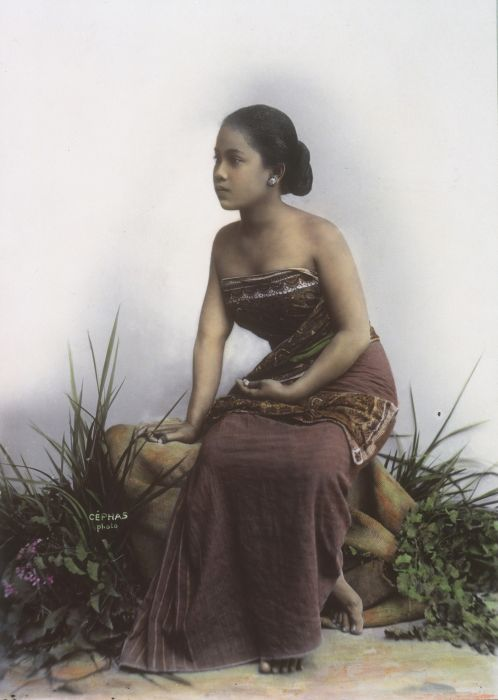
Mujer Indonesa javanésa en batik (kemben) tradicional, 1900.

Kemben (javanés) o Kemban (indonesio) es una envoltura de torso femenina históricamente común en Java y Bali, Indonesia. Está hecho de un pedazo de kain (tipo de ropa), ya sea liso, con estampado de batik, terciopelo o cualquier tipo de tela, cubriendo el cofre envuelto alrededor del torso de la mujer.

## Usos
El kemben tradicional se usa envolviendo una pieza de ropa alrededor del torso, el borde se dobla y se asegura, se ata con una cuerda adicional, se cubre con angkin o una faja más pequeña alrededor del abdomen. El batik kemben javanés tradicional es usado por las damas del palacio en Kraton, principalmente este tipo de kemben. Hoy en día, también hay kemben ajustados y hechos a medida con botones, correas o cremalleras similares al corsé occidental. Los kemben de las bailarinas tradicionales javanesas (srimpi o wayang wong) suelen estar hechos de corsé de terciopelo hecho a medida.
Es similar al escote (descote) europeo, pero es más indígena de Indonesia mediante el uso de telas locales como batik, ikat, tenun o songket, y simplemente asegurado doblando y deslizando los bordes de la ropa y atando el nudo. Tradicionalmente, las mujeres javanesas usan dos piezas de ropa; el inferior está envuelto alrededor de las caderas que cubren las partes más bajas del cuerpo (caderas, muslos y piernas) y se llama kain o sarung. Mientras que la pieza de ropa que envulve la parte superior del cuerpo (pecho y torso) se llama kemben. Kemben es cómodo de usar en climas cálidos y húmedos de Indonesia tropical, ya que facilita la ventilación y la transpiración.

## Historia

Bailarina Srimpi usando terciopelo kemben.

Antes de la prevalencia de la kebaya, se creía que el kemben era el vestido femenino más popular y común del período antiguo y clásico de Java. Se usaba comúnmente en la era Mayapajit, todo el camino hasta la era del Sultanato de Mataram. Hoy en día, estos vestidos que exponen los hombros todavía aparecen en muchos rituales indonesios; usado por los bailarines tradicionales javaneses, o usado por las damas del palacio durante las ceremonias en kratones javaneses. 
Kemben puede considerarse como una forma de estética, elegancia y una expresión de feminidad. Sin embargo, en la última ola de piedad religiosa, el kemben rara vez se usa y ha caído en desgracia entre las mujeres musulmanas javanesas, ya que se considera demasiado revelador, y algunas han adoptado el modesto hiyab islámico.